# Primera División de Venezuela 1999-00
La Temporada 1999-00 de la Primera División de Venezuela se inició el 15 de agosto de 1999 con la participación de 12 equipos, entre ellos el ascendido de la segunda división Llaneros de Guanare FC. Antes de iniciar la temporada algunos equipos cambiaron su nombre o sede: Unión Atlético Táchira pasó a denominarse Deportivo Táchira, Internacional de Lara pasó a llamarse El Vigía FC en la ciudad homónima, mientras que Zulianos FC tomó el lugar de Nueva Cádiz FC.

## Equipos participantes
Los equipos participantes en la Temporada 1999-00 de la Primera División del Fútbol Venezolano son los siguientes:
| - Carabobo FC - Caracas FC - Deportivo Italchacao - Deportivo Táchira FC - Deportivo Trujillanos - El Vigía FC |  | - Estudiantes de Mérida - Llaneros de Guanare FC - Mineros de Guayana - Nacional Táchira - ULA FC - Zulianos FC |

## Torneo Apertura 1999

### Clasificación
|    | Equipo                 | PTS | JJ | JG | JE | JP | GF | GC | DG  |
| -- | ---------------------- | --- | -- | -- | -- | -- | -- | -- | --- |
| 1  | Deportivo Táchira FC   | 46  | 22 | 13 | 7  | 2  | 36 | 19 | +17 |
| 2  | Estudiantes de Mérida  | 43  | 22 | 13 | 4  | 5  | 50 | 24 | +26 |
| 3  | Deportivo Italchacao   | 41  | 22 | 11 | 8  | 3  | 32 | 18 | +14 |
| 4  | Caracas FC             | 35  | 22 | 9  | 8  | 5  | 41 | 33 | +8  |
| 5  | Mineros de Guayana     | 30  | 22 | 8  | 6  | 8  | 31 | 33 | -2  |
| 6  | Deportivo Trujillanos  | 29  | 22 | 7  | 8  | 7  | 31 | 28 | +3  |
| 7  | Zulianos FC            | 28  | 22 | 7  | 7  | 8  | 35 | 27 | +8  |
| 8  | ULA FC                 | 27  | 22 | 7  | 6  | 9  | 34 | 37 | -3  |
| 9  | Nacional Táchira       | 22  | 22 | 5  | 7  | 10 | 19 | 36 | -17 |
| 10 | El Vigía FC            | 22  | 22 | 6  | 4  | 12 | 32 | 51 | -19 |
| 11 | Carabobo FC            | 19  | 22 | 4  | 7  | 11 | 23 | 41 | -18 |
| 12 | Llaneros de Guanare FC | 15  | 22 | 2  | 9  | 11 | 28 | 45 | -17 |

Leyenda: PTS (Puntos), JJ (Juegos jugados), JG (Juegos Ganados), JE (Juegos Empatados), JG (Juegos Perdidos), GF (Goles a Favor), GC (Goles en Contra), DG (Diferencia de Goles).

## Torneo Clausura 2000

### Clasificación
|    | Equipo                 | PTS | JJ | JG | JE | JP | GF | GC | DG  |
| -- | ---------------------- | --- | -- | -- | -- | -- | -- | -- | --- |
| 1  | Deportivo Táchira FC   | 48  | 22 | 14 | 6  | 2  | 40 | 13 | +27 |
| 2  | Deportivo Italchacao   | 43  | 22 | 13 | 4  | 5  | 35 | 18 | +17 |
| 3  | Caracas FC             | 42  | 22 | 12 | 6  | 4  | 38 | 19 | +19 |
| 4  | Carabobo FC            | 36  | 22 | 10 | 6  | 5  | 24 | 15 | +9  |
| 5  | Estudiantes de Mérida  | 34  | 22 | 10 | 4  | 8  | 30 | 29 | +1  |
| 6  | ULA FC                 | 29  | 22 | 9  | 2  | 11 | 28 | 26 | +2  |
| 7  | Mineros de Guayana     | 25  | 22 | 7  | 4  | 11 | 26 | 33 | -7  |
| 8  | Zulianos FC            | 23  | 21 | 5  | 8  | 8  | 24 | 33 | -9  |
| 9  | El Vigía FC            | 22  | 22 | 5  | 6  | 11 | 25 | 36 | -11 |
| 10 | Llaneros de Guanare FC | 21  | 22 | 5  | 6  | 11 | 25 | 45 | -20 |
| 11 | Nacional Táchira       | 20  | 22 | 4  | 8  | 10 | 17 | 31 | -14 |
| 12 | Deportivo Trujillanos  | 18  | 22 | 4  | 6  | 12 | 21 | 35 | -14 |

Leyenda: PTS (Puntos), JJ (Juegos jugados), JG (Juegos Ganados), JE (Juegos Empatados), JG (Juegos Perdidos), GF (Goles a Favor), GC (Goles en Contra), DG (Diferencia de Goles).

## Final
Los cuatro mejores de la tabla Acumulada disputaron una serie final en la que se enfrentaron todos contra todos, el ganador del Torneo Apertura recibía además un punto adicional al igual que el ganador del Torneo Clausura. Deportivo Táchira al obtener ambos títulos fue a la serie final con dos puntos extras.
|   | Equipo                | PTS | JJ | JG | JE | JP | GF | GC | DG |
| - | --------------------- | --- | -- | -- | -- | -- | -- | -- | -- |
| 1 | Deportivo Táchira FC  | 15  | 6  | 4  | 1  | 1  | 7  | 3  | +4 |
| 2 | Deportivo Italchacao  | 7   | 6  | 1  | 4  | 1  | 4  | 4  | 0  |
| 3 | Estudiantes de Mérida | 6   | 6  | 1  | 3  | 2  | 5  | 6  | -1 |
| 4 | Caracas FC            | 4   | 6  | 0  | 4  | 2  | 5  | 8  | -3 |

Deportivo Táchira

Campeón

## Acumulada

### Clasificación
|    | Equipo                 | PTS | JJ | JG | JE | JP | GF | GC | DG  |                                |
| -- | ---------------------- | --- | -- | -- | -- | -- | -- | -- | --- | ------------------------------ |
| 1  | Deportivo Táchira      | 94  | 44 | 27 | 13 | 4  | 76 | 32 | +44 | Liguilla Pre Libertadores 2001 |
| 2  | Deportivo Italchacao   | 84  | 44 | 24 | 12 | 8  | 67 | 36 | +31 | Liguilla Pre Libertadores 2001 |
| 3  | Estudiantes de Mérida  | 77  | 44 | 23 | 8  | 13 | 80 | 53 | +27 |                                |
| 4  | Caracas FC             | 77  | 44 | 21 | 14 | 9  | 79 | 52 | +27 |                                |
| 5  | ULA FC                 | 56  | 44 | 16 | 8  | 20 | 62 | 63 | -1  |                                |
| 6  | Mineros de Guayana     | 55  | 44 | 15 | 10 | 19 | 57 | 66 | -9  |                                |
| 7  | Carabobo FC            | 55  | 43 | 14 | 13 | 16 | 47 | 56 | -9  |                                |
| 8  | Zulianos FC            | 51  | 43 | 12 | 15 | 16 | 59 | 60 | -1  |                                |
| 9  | Deportivo Trujillanos  | 47  | 44 | 11 | 14 | 19 | 52 | 63 | -11 |                                |
| 10 | El Vigía FC            | 43  | 44 | 11 | 10 | 23 | 57 | 87 | -30 |                                |
| 11 | Nacional Táchira       | 42  | 44 | 9  | 15 | 20 | 36 | 67 | -31 |                                |
| 12 | Llaneros de Guanare FC | 36  | 44 | 7  | 15 | 22 | 53 | 90 | -37 |                                |

Leyenda: PTS (Puntos), JJ (Juegos jugados), JG (Juegos Ganados), JE (Juegos Empatados), JG (Juegos Perdidos), GF (Goles a Favor), GC (Goles en Contra), DG (Diferencia de Goles).

### Goleador
| Jugador | Jugador              | Jugador     | Goles | Equipo  |
| ------- | -------------------- | ----------- | ----- | ------- |
| 1       | Bandera de Venezuela | Juan García | 24    | Caracas |